# Village St. George
Village St. George – jednostka osadnicza w Stanach Zjednoczonych, w stanie Luizjana, w parafii East Baton Rouge.